# Anthony Bitetto
Anthony Bitetto (* 15. Juli 1990 in Island Park, New York) ist ein ehemaliger US-amerikanischer Eishockeyspieler, der im Verlauf seiner aktiven Karriere zwischen 2010 und 2023 unter anderem 211 Spiele für die Nashville Predators, Minnesota Wild, Winnipeg Jets und New York Rangers in der National Hockey League (NHL) auf der Position des Verteidigers bestritten hat. Darüber hinaus absolvierte Bitetto weitere 320 Partien in der American Hockey League (AHL).

## Karriere
Bitetto spielte während seiner Juniorenzeit zunächst bis ins Jahr 2009 hinein für die New York Apple Core in der Eastern Junior Hockey League (EJHL). Anschließend lief er bis zum Sommer 2010 für die Indiana Ice in der United States Hockey League (USHL) auf. Am Ende der Saison 2008/09 hatte er mit dem Team den Clark Cup gewonnen. Nach seinem Engagement bei den Ice wurde der Verteidiger im NHL Entry Draft 2010 in der sechsten Runde an 168. Stelle von den Nashville Predators aus der National Hockey League (NHL) ausgewählt. Er wechselte jedoch vorerst für zwei Jahre an die Northeastern University, mit deren Eishockeyprogramm er in der Hockey East, einer Division im Spielbetrieb der National Collegiate Athletic Association (NCAA), aktiv war. Dort schaffte Bitetto es 2011 ins All-Rookie-Team der Division gewählt zu werden.
Nach Abschluss der Collegesaison im Frühjahr 2012 wechselte der US-Amerikaner ins Franchise der Nashville Predators, wo er bis in die Saison 2014/15 hinein für das Farmteam Milwaukee Admirals in der American Hockey League (AHL) aktiv war. Erst im Verlauf der Spielzeit feierte er sein Debüt für die Predators in der NHL. In der Spielzeit 2015/16 konnte er sich dort weiter etablieren.
Nach fast sieben Jahren in der Organisation der Predators wurde Bitetto im Januar 2019 von den Minnesota Wild verpflichtet, als er über den Waiver in die AHL geschickt werden sollte. Dort beendete er die Saison und wechselte anschließend im Juli 2019 als Free Agent zu den Winnipeg Jets. In gleicher Weise wechselte er im Oktober 2020 zu den New York Rangers. Dort war er anschließend bis März 2022 aktiv, als er zur Trade Deadline im Tausch für Nick Merkley zu den San Jose Sharks transferiert wurde. Am Saisonende wurde sein Vertrag in San Jose nicht verlängert, sodass er abermals als Free Agent zu den Florida Panthers wechselte. Dort kam er im Verlauf der Spielzeit 2022/23 ausschließlich in der AHL bei den Charlotte Checkers zu Einsätzen und beendete anschließend seine aktive Karriere.

## Erfolge und Auszeichnungen
- 2009 Clark-Cup-Gewinn mit den Indiana Ice
- 2010 USHL Second All-Star Team
- 2011 Hockey East All-Rookie Team

## Karrierestatistik
(Legende zur Spielerstatistik: Sp oder GP = absolvierte Spiele; T oder G = erzielte Tore; V oder A = erzielte Assists; Pkt oder Pts = erzielte Scorerpunkte; SM oder PIM = erhaltene Strafminuten; +/− = Plus/Minus-Bilanz; PP = erzielte Überzahltore; SH = erzielte Unterzahltore; GW = erzielte Siegtore; 1 Play-downs/Relegation; Kursiv: Statistik nicht vollständig)